# Friedrich Wilhelm Wolff
Pour les articles homonymes, voir Wolff.
Friedrich Wilhelm Wolff, né le 6 avril 1816 à Fehrbellin, et mort le 30 mai 1887 à Berlin, est un sculpteur animalier prussien.

## Biographie
Friedrich Wilhelm Wolff, naît le 6 avril 1816 à Fehrbellin.
Fils d'un maître tailleur, il fait un apprentissage de constructeur de machines à la fonderie royale de fer de Berlin de 1830 à 1832 et suit ensuite une formation en fonderie à l'Institut royal des arts et métiers. Le directeur de l'institut, Peter Beuth, obtient pour le jeune talent une bourse pour un voyage d'études qui le conduit entre autres à Paris chez Louis Claude Ferdinand Soyer (1785-1854) et à Munich chez Johann Baptist Stiglmaier. Vers 1838, Friedrich Wilhelm Wolff fonde sa propre petite fonderie à Berlin, dans laquelle il travaille également d'après ses propres dessins.
À partir du milieu des années 1840, Friedrich Wilhelm Wolff se tourne de plus en plus vers la sculpture et abandonne finalement la fonderie en 1850. Il se consacre alors en particulier à la sculpture animalière, ce qui lui vaut le surnom de Tier-Wolff parmi ses contemporains, et les animaux sont souvent réalisés dans différents matériaux. Le groupe d'animaux Bouledogue avec deux chiots, très remarqué, attire également l'attention du roi Frédéric-Guillaume IV, qui commande un exemplaire en bronze. Mais son œuvre comprend également quelques monuments, bustes, sculptures figuratives et plaquettes. Plusieurs de ces œuvres sont conservées dans le fonds de la Nationalgalerie de Berlin.
Friedrich Wilhelm Wolff est présent aux expositions de l'Académie prussienne des arts depuis 1839 et est nommé membre de l'Académie en 1865.
Son fils est le juriste et homme politique Waldemar Wolff (de).
Il meurt le 30 mai 1887 à Berlin. Il est inhumé au cimetière Saint-Matthieu de Schöneberg. La tombe n'a pas été conservée.

## Œuvres
Sont conservés à Berlin Bouledogue et deux petits et une sculpture représentant un chien, à Hambourg sont conservés Famille de carlins et une autre sculpture représentant un chien.